# Municipio de Sherman (Dakota del Norte)
El municipio de Sherman (en inglés: Sherman Township) es un municipio ubicado en el condado de Bottineau en el estado estadounidense de Dakota del Norte. En el año 2010 tenía una población de 68 habitantes y una densidad poblacional de 0,73 personas por km².

## Geografía
El municipio de Sherman se encuentra ubicado en las coordenadas 48°50′34″N 101°17′21″O / 48.84278, -101.28917. Según la Oficina del Censo de los Estados Unidos, el municipio tiene una superficie total de 93.02 km², de la cual 93,01 km² corresponden a tierra firme y (0,01 %) 0,01 km² es agua.

## Demografía
Según el censo de 2010, había 68 personas residiendo en el municipio de Sherman. La densidad de población era de 0,73 hab./km². De los 68 habitantes, el municipio de Sherman estaba compuesto por el 95,59 % blancos, el 1,47 % eran afroamericanos y el 2,94 % eran de una mezcla de razas. Del total de la población el 5,88 % eran hispanos o latinos de cualquier raza.